# Републикански път III-401
Републикански път IIІ-401 е третокласен път, част от републиканската пътна мрежа на България, преминаващ по територията на области Ловеч и Габрово. Дължината му е 58,1 км.
Пътят се отклонява наляво при 33,5 км на Републикански път I-4 северозападно от село Микре и се насочва на североизток през Ловчанските височини. Преминава последователно през селата Киркова махала, Соколово и Изворче и слиза в долината на река Осъм в югозападната част на град Ловеч. Пресича реката и града, излиза от североизточната му част, насочва се на югоизток по източните ридове на Ловчанските височини и навлиза в Габровска област. Слиза в дълбоката долина на река Крапец (ляв приток на река Росица, изкачва се в западната част на Севлиевските височини, минава северно от село Петко Славейково и на 2 км западно от село Кормянско се съединява с Републикански път III-403 при неговия 5,4 км.
| Пътища, отклоняващи се надясно (населено място, № на пътя, посока на пътя) | Км   | Пътища, отклоняващи се наляво (посока на пътя, № на пътя, населено място) |
| -------------------------------------------------------------------------- | ---- | ------------------------------------------------------------------------- |
| Община Угърчин, Област Ловеч, I-4, 33,5 км ←                               | 0,0  | ← 33,5 км, I-4, Област Ловеч, Община Угърчин                              |
| (за с. Микре) общински път ←                                               | 1,8  | ← 39,8 км, III-307 (от гр. Луковит)                                       |
| с. Киркова махала                                                          | 8,6  | с. Киркова махала                                                         |
| Община Ловеч                                                               | 10,1 | Община Ловеч                                                              |
| с. Соколово                                                                | 12,2 | с. Соколово                                                               |
| с. Изворче                                                                 | 17,8 | с. Изворче                                                                |
| (до с. Кърнаре) II-35, 42,7 км, гр. Ловеч ←                                | 24,0 | ← гр. Ловеч, 42,7 км, II-35 (от 80,1 км на I-3)                           |
| гр. Ловеч                                                                  | 25,2 | гр. Ловеч                                                                 |
| (за с. Горно Павликене) общински път ←                                     | 38,5 |                                                                           |
|                                                                            | 40,7 | ← 24,8 км, III-3013 (от 37,5 км на III-301)                               |
| (от 64,4 км на I-4) III-4003, 10,4 км →                                    | 41,2 |                                                                           |
|                                                                            | 46,1 | → общински път (за с. Къкрина)                                            |
| Община Севлиево, Област Габрово                                            | 47,9 | Област Габрово, Община Севлиево                                           |
| (за с. Петко Славейково) общински път ←                                    | 55,3 |                                                                           |
| (от 80 км на I-4) III-403, 5,4 км →                                        | 58,1 | → 39,5 км, III-403 (до гр. Павликени)                                     |